# Valanga geniculata
Valanga geniculata är en insektsart som först beskrevs av Carl Stål 1877.  Valanga geniculata ingår i släktet Valanga och familjen gräshoppor. Inga underarter finns listade i Catalogue of Life.